# 160-ті

## Події

### Римська імперія
У 161 році помер імператор Антонін Пій.  Його спадкоємцями стали Марк Аврелій та Луцій Вер, які правили імперією спільно до смерті Вера від чуми в лютому 169 року. Марк Аврелій залишився одноосібним правителем. 
У 161-165 роках тривала римсько-парфянська війна, яка попри вдалі для імперії завоювання завершилася епідемією чуми. Війна почалася з того, що парфянський цар Вологез III скинув посадженого римлянами царя Вірменії й посадив на трон свого ставленика. Римляни зруйнували вірменську столицю Арташат,  захопили столичне місто Парфії Ктезифон та його двійника Селевкію, відновили контроль над Вірменією, але, повернувшись, принесли з собою чуму, названу чумою Антоніна, що лютувала усе наступне десятиріччя й забрала життя імператора.  Через розгул епідемії імператор Марк Аврелій викликав відомого лікаря Клавдія Галена в Італію, де він став постійним лікарем імператорської родини й проводив плідні медичні дослідження. 
Майже все десятиліття продовжувалася перша маркоманська війна — напади германців на імперію. Pax Romana, період внутрішнього миру, забезпечений могутністю імперії, почав давати тріщини. Неспокійно було також у Британії, на Дакію чинили наскоки сармати, а на Іберію — маври.
В Афінах споруджено Одеон Ірода Аттичного. У Римі поставлено кінну статую Марка Аврелія. Побудовано 134-кілометровий Загуанський акведук для постачання Карфагена водою. У Римі почали виробляти мило з вапна, попелу й жиру. Грецький історик Аппіан уклав 24-томну «Історію Риму».  Римський правник Гай написав «Інституції». Грецький історик Арріан написав працю «Індіка», присвячену Індії.

### Християнство
Римляни стратили християнського філософа Юстина Мученика. Християнський філософ Таціан написав «Звернення до греків», де розкритикував зло язичництва. Після смерті Анікета Папою Римським у 166 році став Сотер. Кафедру візантійського єпископа посів Аліпій, а потім, після його смерті — Пертінакс. Теофіл Антіохійський отримав кафедру єпископа в Антіохії.

### Азія
При дворі китайського імператора загострилася боротьба між владними євнухами та чиновниками із конфуціанців, яких називали «вченими» або «партизанами». Перший етап зіткнення відбувся в 166 році. Він був безкровним. У 168 році помер без спадкоємців імператор Хуань-ді, його наступником став  Лю Хун, якого євнухи переконали, що вчені готують проти нього змову. Наслідком були репресії, частину конфуціанців було страчено, частину заслано. У 166 році китайський двір відвідало римське посольство. Приблизно цього десятиліття до Китаю прибули перші буддійські ченці.
У 166-му правителем держави Пекче (однієї з трьох корейських держав) став Чхого, а наступного року він розв'язав війну з державою Сілла.

## Померли
168: Лю Чжи (Хань)

## Політика
- Список керівників держав 160 року
- Список керівників держав 170 року